# Zinėtula Biljaletdinov
Zinėtula Chajdjarovič Biljaletdinov (in russo Зинэтула Хайдарович Билялетдинов?; Mosca, 13 marzo 1955) è un ex hockeista su ghiaccio e allenatore di hockey su ghiaccio russo, fino al 1991 sovietico.

## Palmarès

### Olimpiadi invernali
- 2 medaglie[1]:
  - 1 oro (Sarajevo 1984)
  - 1 argento (Lake Placid 1980)

### Mondiali
- 8 medaglie[1]:
  - 6 ori (1978, 1979, 1981, 1982, 1983, 1986)
  - 1 argento (1987)
  - 1 bronzo (1985)

### Canada Cup
- 3 medaglie[1]:
  - 1 oro (1981)
  - 2 bronzi (1976, 1984)